# Semiothisa senescens
Semiothisa senescens är en fjärilsart som beskrevs av W. Warren 1897. Semiothisa senescens ingår i släktet Semiothisa och familjen mätare. Inga underarter finns listade i Catalogue of Life.